# Habrodesmus flavocinctus
Habrodesmus flavocinctus är en mångfotingart som först beskrevs av Pocock 1896.  Habrodesmus flavocinctus ingår i släktet Habrodesmus och familjen orangeridubbelfotingar. Inga underarter finns listade i Catalogue of Life.